# Chiesa di Santa Maria Assunta (Mezzanego)
La chiesa di Santa Maria Assunta è un luogo di culto cattolico situato nella località di Castello, nel comune di Mezzanego, nella città metropolitana di Genova. La chiesa è sede della parrocchia omonima del vicariato di Sturla e Graveglia della diocesi di Chiavari.

## Storia e descrizione
Risalente al 1272, ma ricostruita nel XVIII secolo, è sita nel borgo di Mezzanego Alto.
La sua parrocchia fu istituita, molto probabilmente, nel XIII secolo, ed era assoggettata alle dipendenze monastiche dell'abbazia di Borzone.
Il titolo di Rettoria della succursale di Prati (sede comunale) le è stato aggiunto il 25 marzo del 1913.